# 62 TCN
Năm 62 TCN là một năm trong lịch Julius. 